# 우베 욘존

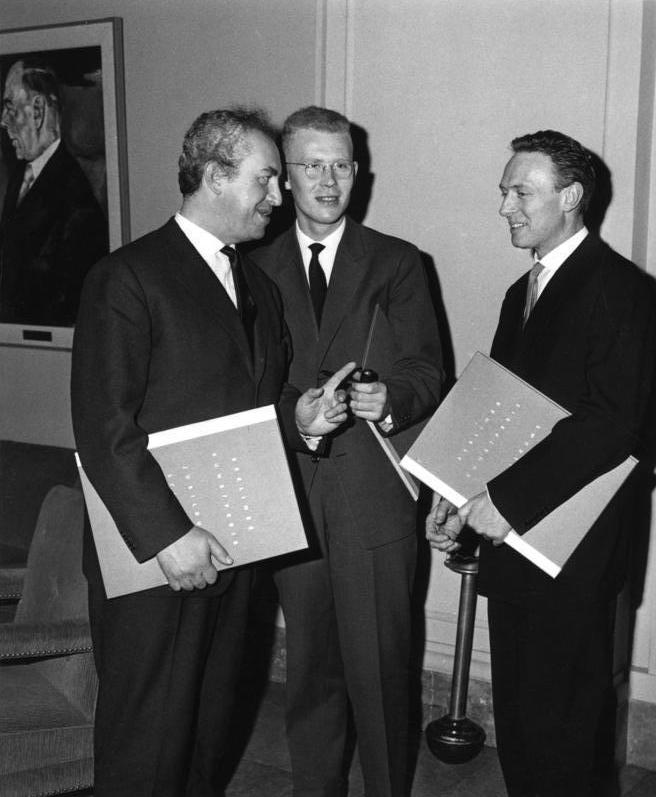
가운데에 있는 사람이 우베 욘존이다.

우베 욘존(Uwe Johnson, 1934년 7월 20일 ~ 1984년 2월 23일)은 독일의 작가이다.
지금은 폴란드에 속하는 포멜른 지방의 카민에서 태어났다. 제2차 대전 후에 구 동독 지역인 귀스트로에서 고등학교를 졸업하고, 1952년 로스톡 대학, 1954년 라이프치히 대학에서 독문학을 전공했다. 1959년 <야콥을 둘러싼 추측들>을 발표하여 현대독일이 부딪친 중심적 과제에 대한 정면대결을 하고, 모순과 부정확성에 적응하는 표현방법으로 기존의 구두법을 무시했다는 점에서 주목을 끌었고, 서베를린으로 이주했다. <아힘에 관한 세번째 책>(1961)과 단편 <카르시>(1964)는 서독 신문기자의 동독에 관한 추구의 좌절을 그린 것이다. 미국땅에서 일하는 독일인의 눈에 비친 뉴욕의 여러 인상과 추억, 풍물을 엮은 4부작 <기념일들>(1970~1983)을 발표했다.